# 松ありさ
松 ありさ（まつ ありさ、1994年10月11日 - ）は、日本のタレント、モデル。茨城県出身。元チャーム所属。

## 略歴・人物
2017年4月30日にチャームを退所した。
好きなスポーツはバドミントン、趣味はショッピング、特技はアルトサックス、ピアノ。

## 出演

### テレビ
- 天才てれびくんMAXミラクルシャッター（NHK Eテレ）

### 雑誌
- なかよし（講談社）

### 広告
- 得点力学習DS（ベネッセ）
- 志学館中学部学校案内
- パナソニック（朝日小学生新聞全面広告）
- ベネッセ進研ゼミ中学準備講座